# ألان فورست
ألان فورست (بالإنجليزية: Alan Forrest)‏ (9 سبتمبر 1996 في المملكة المتحدة - ) هو لاعب كرة قدم بريطاني في مركز الوسط. لعب مع نادي آير يونايتد.

## وصلات خارجية
- ألان فورست على موقع الاتحاد الأوربي (الإنجليزية)
- ألان فورست على موقع الاتحاد الإسكتلندي (الإنجليزية)
- ألان فورست على موقع قاعدة بيانات كرة القدم.إي يو (الإنجليزية)
- ألان فورست على موقع Soccerbase.com (لاعب) (الإنجليزية)
- ألان فورست على موقع Soccerway.com (الإنجليزية)
- ألان فورست على موقع عالم كرة القدم.نت (الإنجليزية)